# قرار مجلس الأمن التابع للأمم المتحدة رقم 865
قرار مجلس الأمن التابع للأمم المتحدة رقم 865، المتخذ بالإجماع في 22 أيلول / سبتمبر 1993، بعد إعادة التأكيد على القرارات 733 (1992)، 746 (1992)، 751 (1992)، 767 (1992)، 775 (1992)، 794 (1992)، 814 (1993) و837 (1993)، تناول المجلس عملية المصالحة الوطنية والتسوية السياسية في الصومال، خلال الحرب الأهلية.
وأكد المجلس أهمية استمرار عملية السلام التي بدأتها اتفاقية أديس أبابا، ورحب بجهود منظمة الوحدة الأفريقية وجامعة الدول العربية ومنظمة المؤتمر الإسلامي. سيساعد المجتمع الدولي البلد على تحقيق السلام، ولكن في نهاية المطاف كان الشعب الصومالي هو المسؤول عن المصالحة وإعادة إعمار بلدهم. وفي غضون ذلك، تم الترحيب بتحسن الوضع مع عملية الأمم المتحدة الثانية في الصومال، لا سيما مع القضاء على المجاعة، وإنشاء العديد من مجالس المقاطعات، وفتح المدارس واستئناف الحياة الطبيعية لمعظم الشعب الصومالي. وفي الوقت ذاته، أقر المجلس بضرورة مواصلة الجهود لتحقيق المصالحة وإرساء الديمقراطية، وحث في هذا الصدد جميع الأطراف على إبداء إرادتها السياسية لتحقيق ما تقدم.
ثم أُعرب المجلس عن قبقه إزاء التقارير التي تفيد بوقوع أعمال عنف في العاصمة مقديشو، وأعمال عنف ضد عملية الأمم المتحدة الثانية في الصومال، ونقص إنفاذ القانون والمؤسسات القانونية في البلد. وكرر المجلس طلبه إلى الأمين العام بطرس بطرس غالي للمساعدة في إعادة إنشاء الشرطة الصومالية واستعادة السلام والاستقرار والنظام.
وقد تم الإشادة بتحسين الظروف وبداية إعادة بناء البلاد، في حين تم إدانة الهجمات على عملية الأمم المتحدة الثانية في الصومال، مشيراً إلى أن مرتكبيها سيتم تحميلهم المسؤولية الفردية. وأكد المجلس الأهمية التي يوليها لبعثة الأمم المتحدة الثانية في الصومال، بما في ذلك تسهيل تقديم المساعدات الإنسانية، واستعادة القانون والنظام، والمصالحة الوطنية في صومال حر وديمقراطي ذو سيادة، حتى تتمكن من استكمال مهمتها بحلول آذار / مارس 1995. وطُلب من الأمين العام وضع خطة مفصلة بشأن الاستراتيجية المستقبلية للبعثة ومضاعفة جهوده لتحقيق المصالحة على جميع المستويات. ودعيت الدول الأعضاء إلى المساعدة من خلال تعيين موظفين في عملية الأمم المتحدة الثانية في الصومال.
ووافق مجلس الأمن على توصيات الأمين العام بشأن إعادة إنشاء الشرطة والنظام القانوني والجنائي، وحث على اتخاذ خطوات فورية لتنفيذها. وفي هذا الصدد، تم الترحيب بقرار الأمين العام عقد اجتماع للدول الأعضاء المهتمة بالمساعدة في هذه العملية. وأخيراً، طُلب إلى الأمين العام أيضاً أن يكفل استمرار الشرطة الصومالية والمؤسسات القانونية الصومالية حتى كانون الأول / ديسمبر عندما يتاح مزيد من الموارد المالية من الدول الأعضاء.

## روابط خارجية
- نص القرار في undocs.org